# Corpo de Artilharia Pesada Independente
O Corpo de Artilharia Pesada Independente (Corpo d'Artillerie Lourde Portugais , em francês), ou o CAPI, foi uma unidade portuguêsa ferroviária de artilharia pesada que funcionou na Frente Ocidental, durante a Primeira Guerra Mundial.
O CAPI foi criado em resposta a um pedido da França para apoio de artilharia. Ele era independente do que o muito maior e mais conhecido Corpo Expedicionário Português, que também lutou na Fronte Ocidental. A unidade operou Canhões Ferroviários 320 -milímetro (12 6 in), de 240 mm e 190 mm, que foram fornecidos pela Grã-Bretanha, e operado sob o controle do Exército francês. A maioria do pessoal do CAPI veio do ramo de artilharia a pé do Exército Português, que em Portugal foi responsável por controlar as armas pesadas do costeiras e a guarnição de pilhas e baterias. Outro pessoal veio da artilharia naval.

## Organização
O CAPI era constituída por:
- Sede e de pessoal;
- Três grupos mistos (batalhões);
- Depósito de bateria.

Cada grupo era composto de três baterias, uma de armas de fogo de de 320 mm de , enquanto os outros dois foram equipados com armas de 190 mm ou 240 mm.